# Geevarghese Mar Pachomios
Geevarghese Mar Pachomios (ur. 6 marca 1973 jako Geevarghese Kochuparambil) – duchowny Malankarskiego Kościoła Ortodoksyjnego, od 2022 biskup Malabaru.

## Kapłaństwo
31 stycznia 2001 został przyjął święcenia subdiakonatu, a 30 października 2009 diakonatu. Święcenia kapłańskie otrzymał 11 grudnia 2009. 14 grudnia tegoż roku otrzymał tytuł hieromnicha (ramban). 25 lutego 2022 został wybrany na biskupa. Sakry udzielił mu katolikos Wschodu Baselios Mar Thoma Mathews III 28 lipca. 3 listopada 2022 objął diecezję Madras.